# 顧少連
顾少连（?—804年），字夷仲，唐代苏州吴县人。
顾和十三世孙。进士出身，礼部侍郎薛邕很器重他，以拔萃补登封主簿，曾去除虎患，御史大夫于颀荐为监察御史。唐德宗避兵禍至奉天，他徒步诣谒，後授翰林学士。贞元七年，升遷為中書舍人，八年四月，出学士院，改任户部侍郎，贞元九年、十年知贡举，大力选拔寒士，柳宗元自称“门生”。後官吏部侍郎。當時裴延龄權傾朝野，无人敢忤之。一日少连在田镝宅第酒酣，持象笏擊之，並稱“段秀实笏击贼臣，今吾笏将击奸臣！”貞元十六年五月三十日丁卯，自吏部侍郎遷京兆尹。贞元二十年卒。赠尚书右仆射，谥曰敬。有子顾师邕。

## 子孙
顾少连生子至少有二人，见于神道碑者尚有数人。包括：顾师闵、顾师邕、顾师安、顾师彧、顾宗宪。

## 延伸阅读
[在维基数据编辑]
 在维基文库阅读此作者作品
 《新唐書·卷162》，出自《新唐書》